# 愛知県道250号柏森停車場線

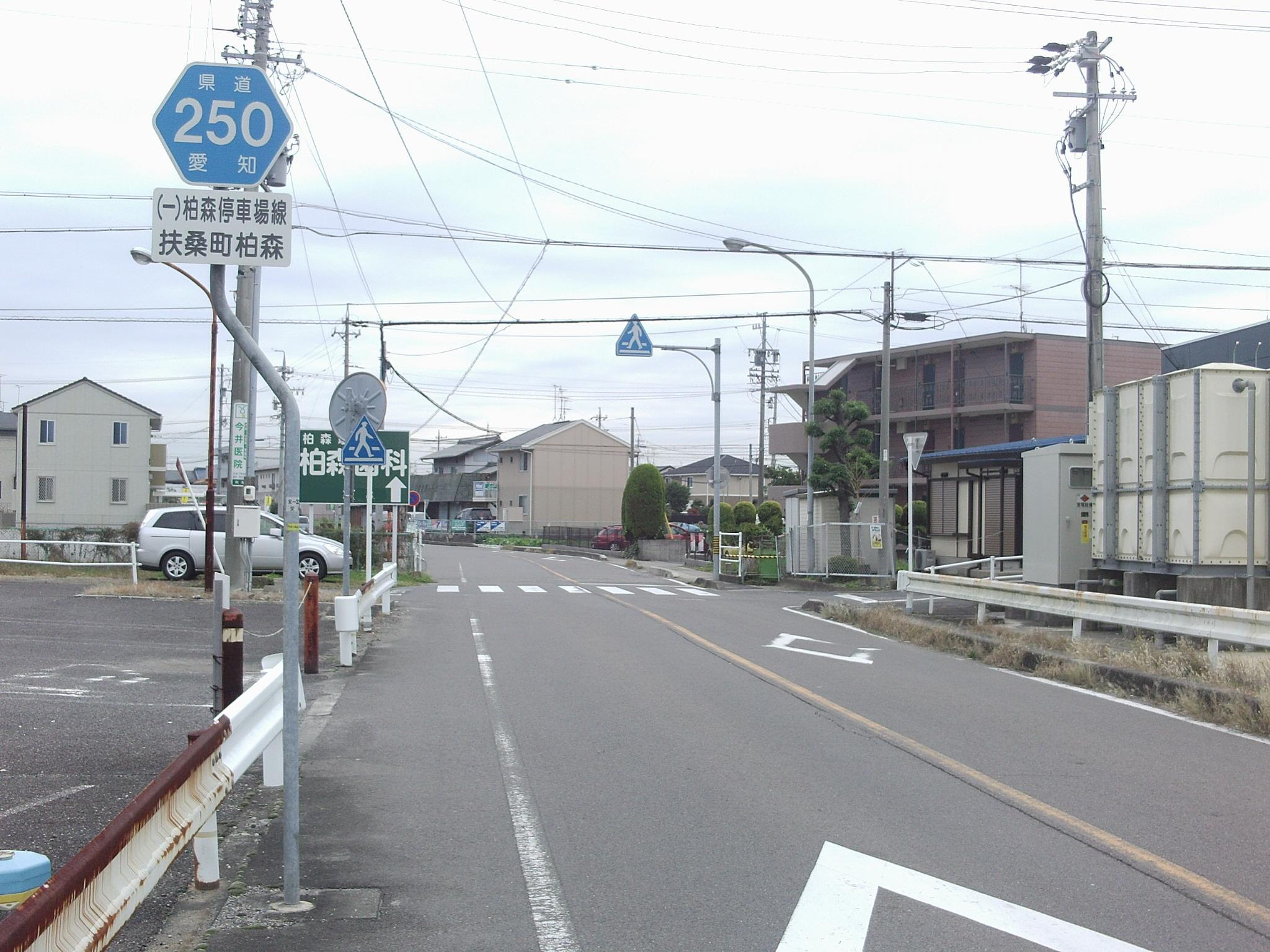
終点。

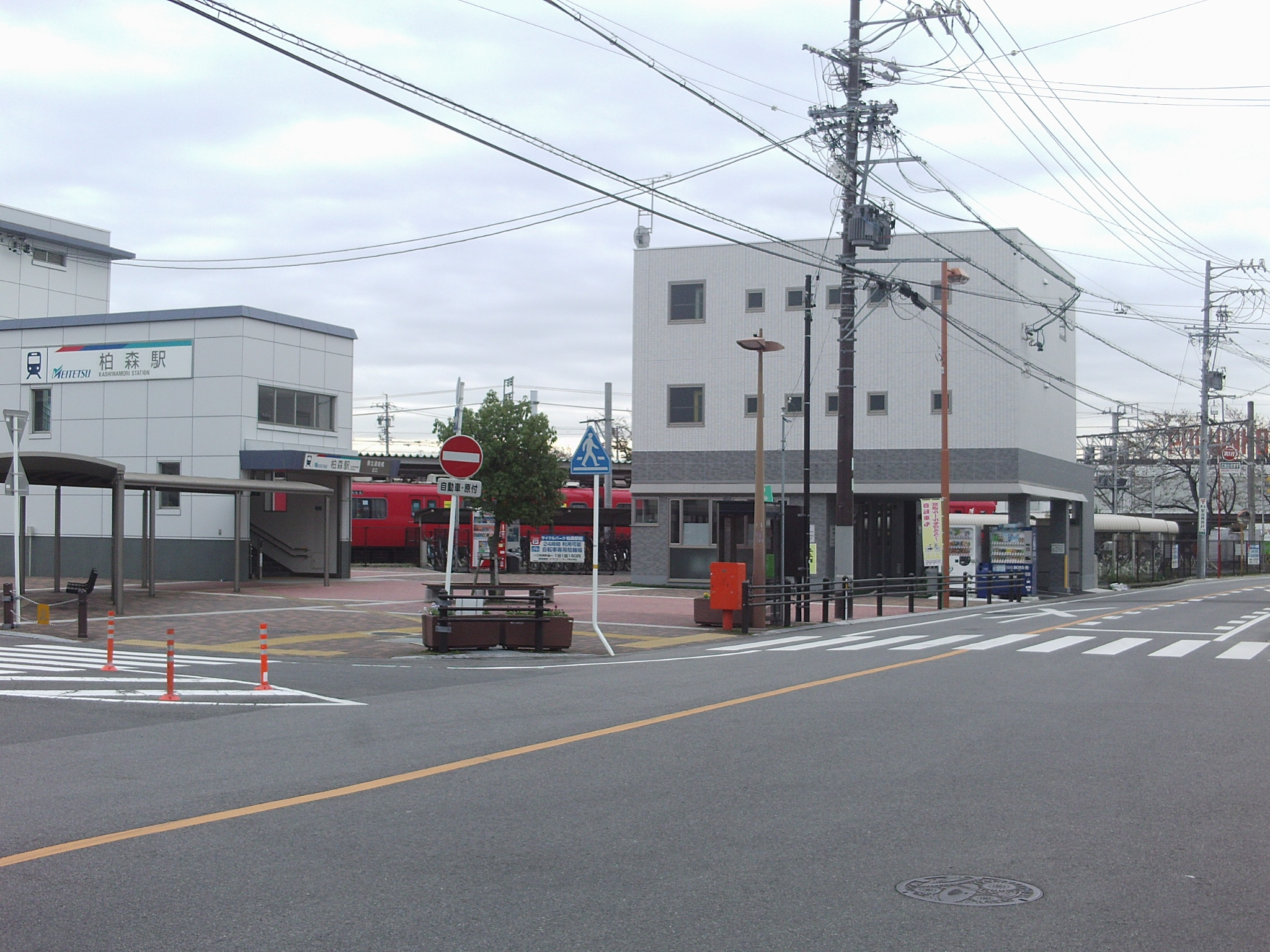
起点柏森停車場。

愛知県道250号柏森停車場線（あいちけんどう250ごう かしわもりていしゃじょうせん）は、愛知県丹羽郡扶桑町内を通る一般県道である。

## 概要

### 路線データ
- 起点：柏森停車場
- 終点：愛知県丹羽郡扶桑町大字斉藤（愛知県道64号一宮犬山線交点）
- 総延長：約2km

## 沿革
柏森停車場線の県道番号はもと173号だったが、愛知県道250号横須賀港線が廃止され、県道番号を250号に変更。173号は静岡県と共同の静岡県道・愛知県道173号湖西東細谷線に変更。
- 1972年9月16日：認定[1]

## 地理

### 交差する道路
- 愛知県道64号一宮犬山線

### 沿線
- 名鉄犬山線 柏森駅
- いちい信用金庫 柏森支店